# Pernell Schultz
Pernell Anthony Schultz (Georgetown, 7 aprile 1994) è un calciatore guyanese, attaccante del Police Georgetown e della nazionale guyanese.

## Carriera

### Club
Ha giocato nel campionato guyanese ed in quello trinidadiano.

### Nazionale
Nel 2019 viene convocato con la nazionale guyanese per la Gold Cup.